# 278e régiment d'infanterie
Pour les articles homonymes, voir 278e régiment.
Le 278e régiment d'infanterie (278e RI) est un régiment d'infanterie de l'Armée de terre française constitué en août 1914 au début de la Première Guerre mondiale avec les bataillons de réserve du 78e régiment d'infanterie. Dissous en janvier 1918, il est brièvement recréé fin 1944 pendant la Seconde Guerre mondiale.

## Création et différentes dénomination
- août 1914 : formation du 278e régiment d'infanterie
- janvier 1918 : dissolution
- 1er octobre 1944 : formation du 278e régiment d'infanterie
- 31 décembre 1944 : dissolution

## Colonels et chefs de corps
- 2 au 28 août 1914 : lieutenant-colonel Faussemagne[1]
- 10 au 20 septembre 1914 : colonel Victor Joseph Edmond Valette[1],[2] (†)
- 3 octobre 1914 au 27 mai 1915 : lieutenant-colonel Lagarrue[1]
- 30 mai 1915 au 21 juillet 1917 : lieutenant-colonel Steck[1]
- 22 juillet 1917 au 13 janvier 1918 : lieutenant-colonel Bourgau[1]
- octobre à décembre 1944 : ?

## Historique des garnisons, combats et batailles du278eRI

### Première Guerre mondiale

#### Affectations
- 62e division d'infanterie d'août 1914 à janvier 1918
  - 123e brigade d'août 1914 à juin 1916
  - Infanterie divisionnaire de juin 1916 à janvier 1918

#### 1914
Le régiment est constitué le 6 août 1914 à Limoges, à partir des bataillons de réserve du 78e régiment d'infanterie.

#### 1916
- Bataille de la Somme

#### 1917
- Bataille du Chemin des Dames

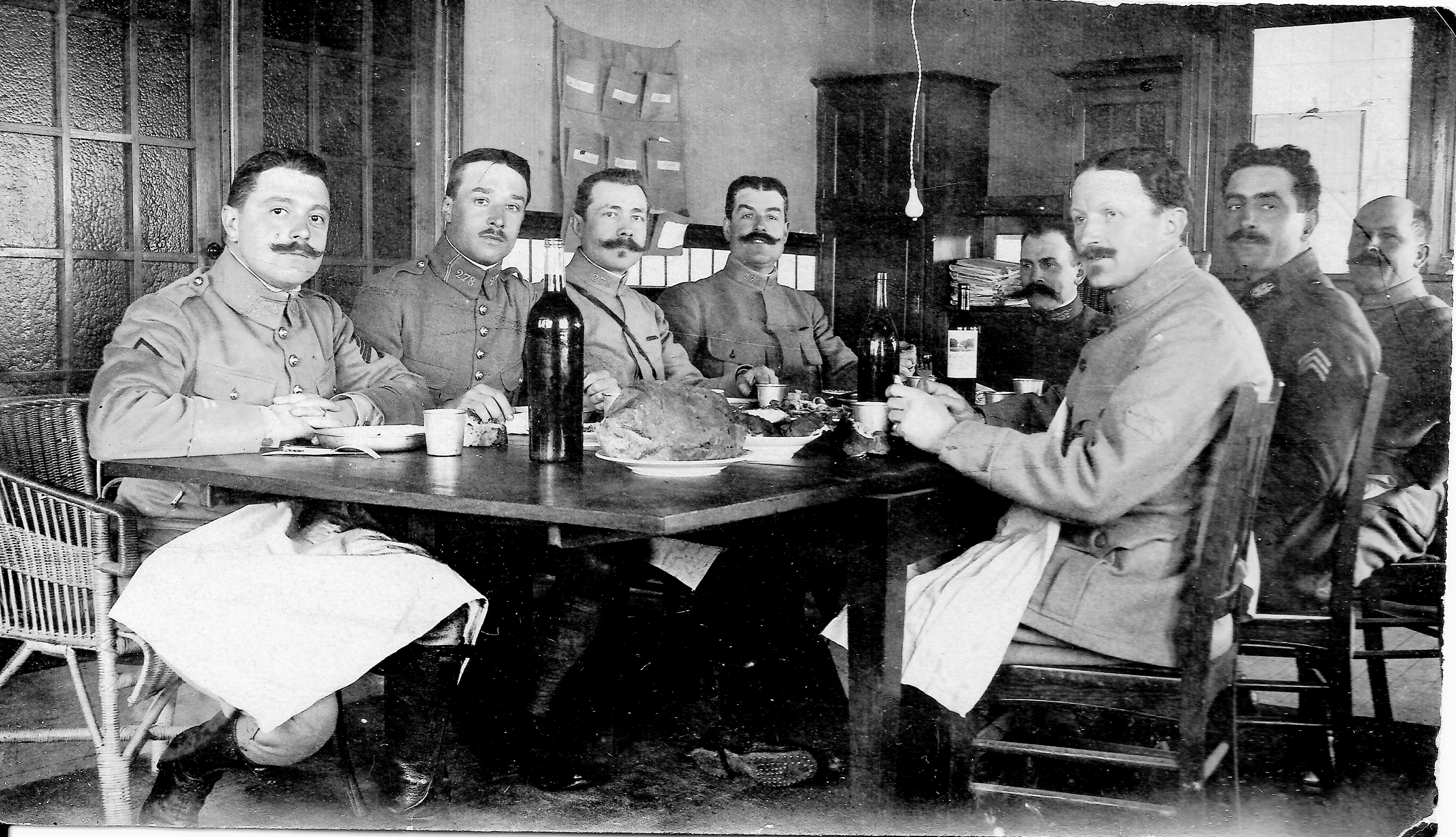
Repas des officiers du 278e RI, 1917.
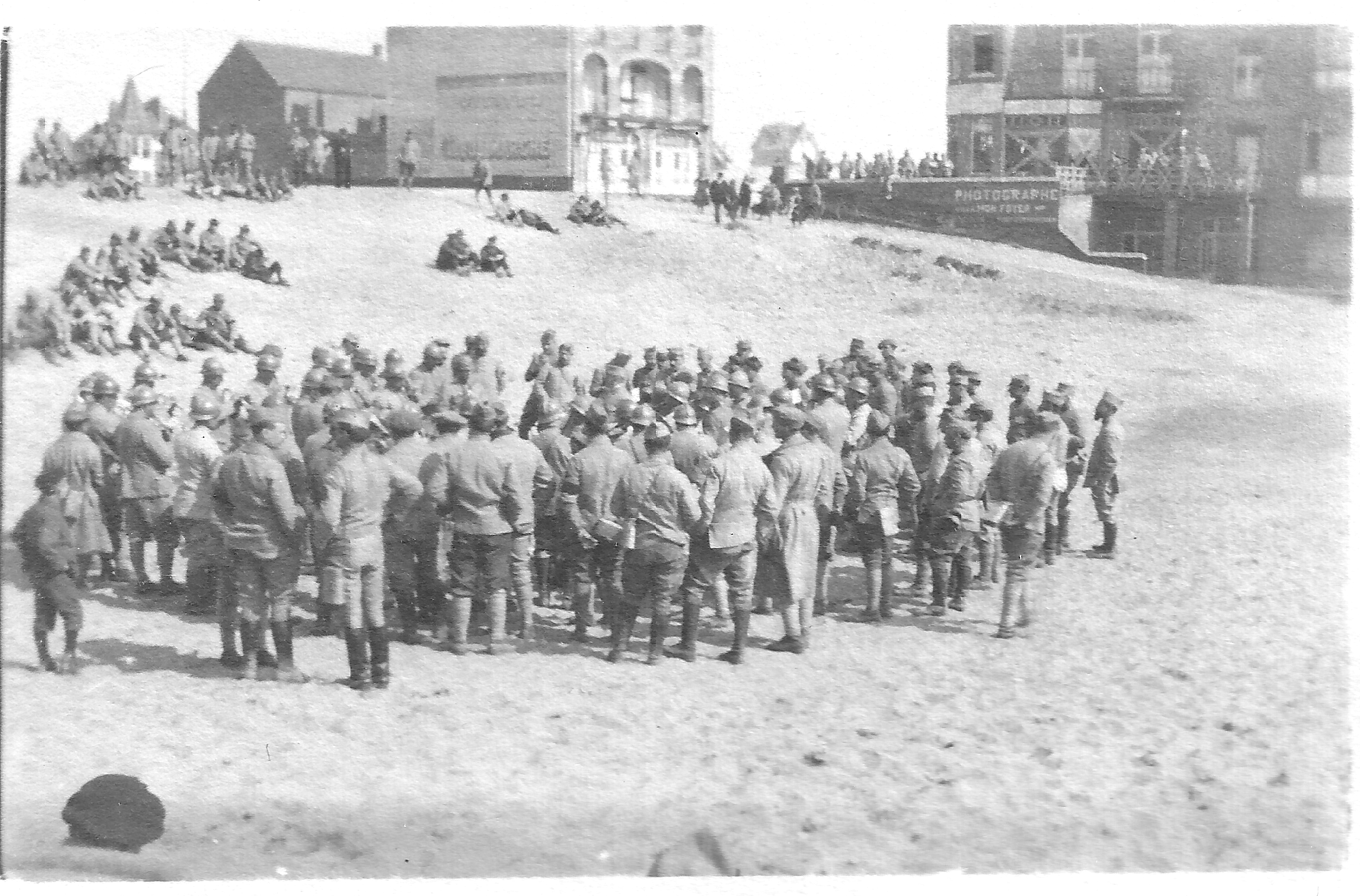
La musique du 278e RI à Coxyde (Belgique), avril 1917.
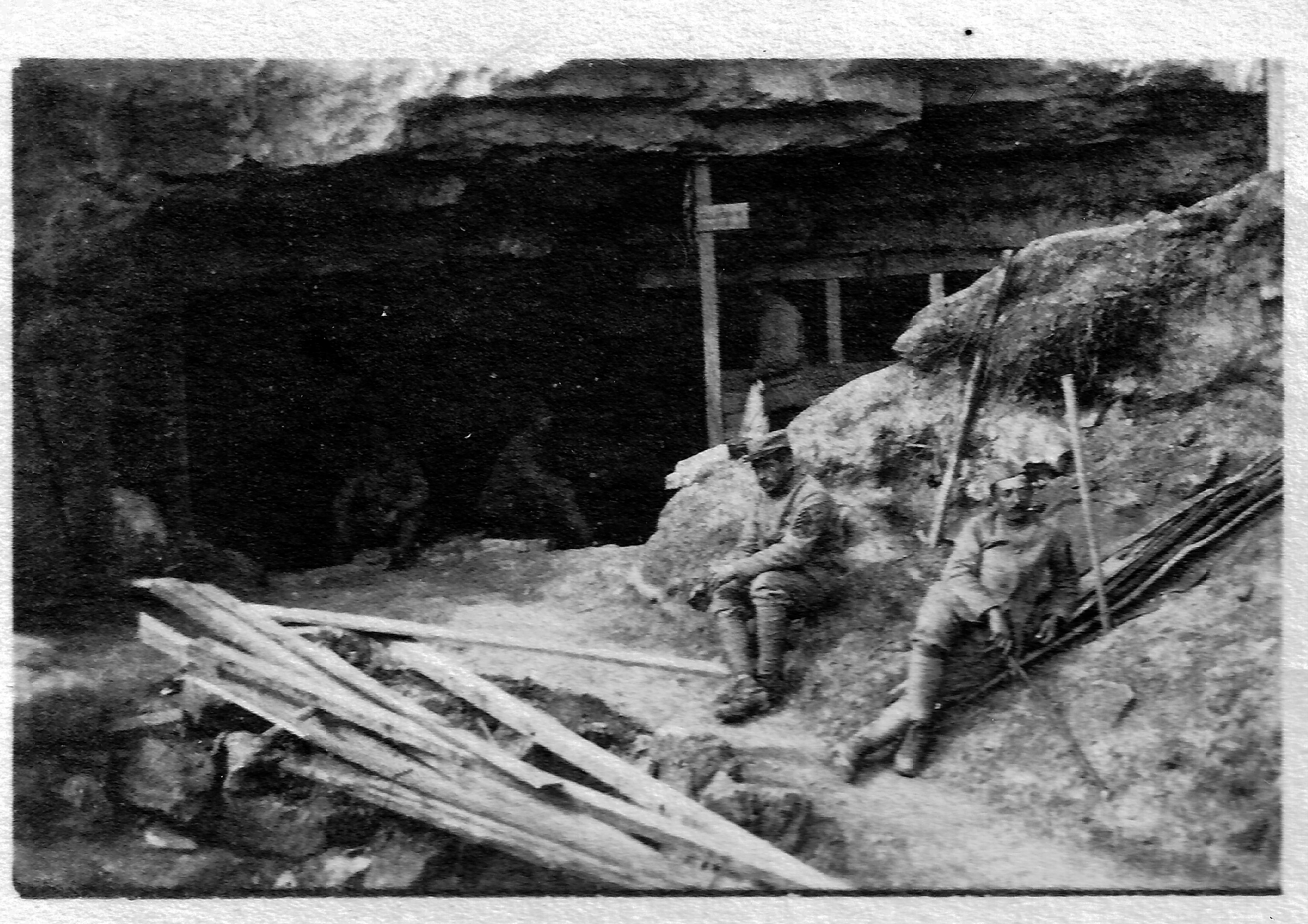
Poste téléphonique du 278e RI dans une carrière au bas de Laffaux, mai 1917.
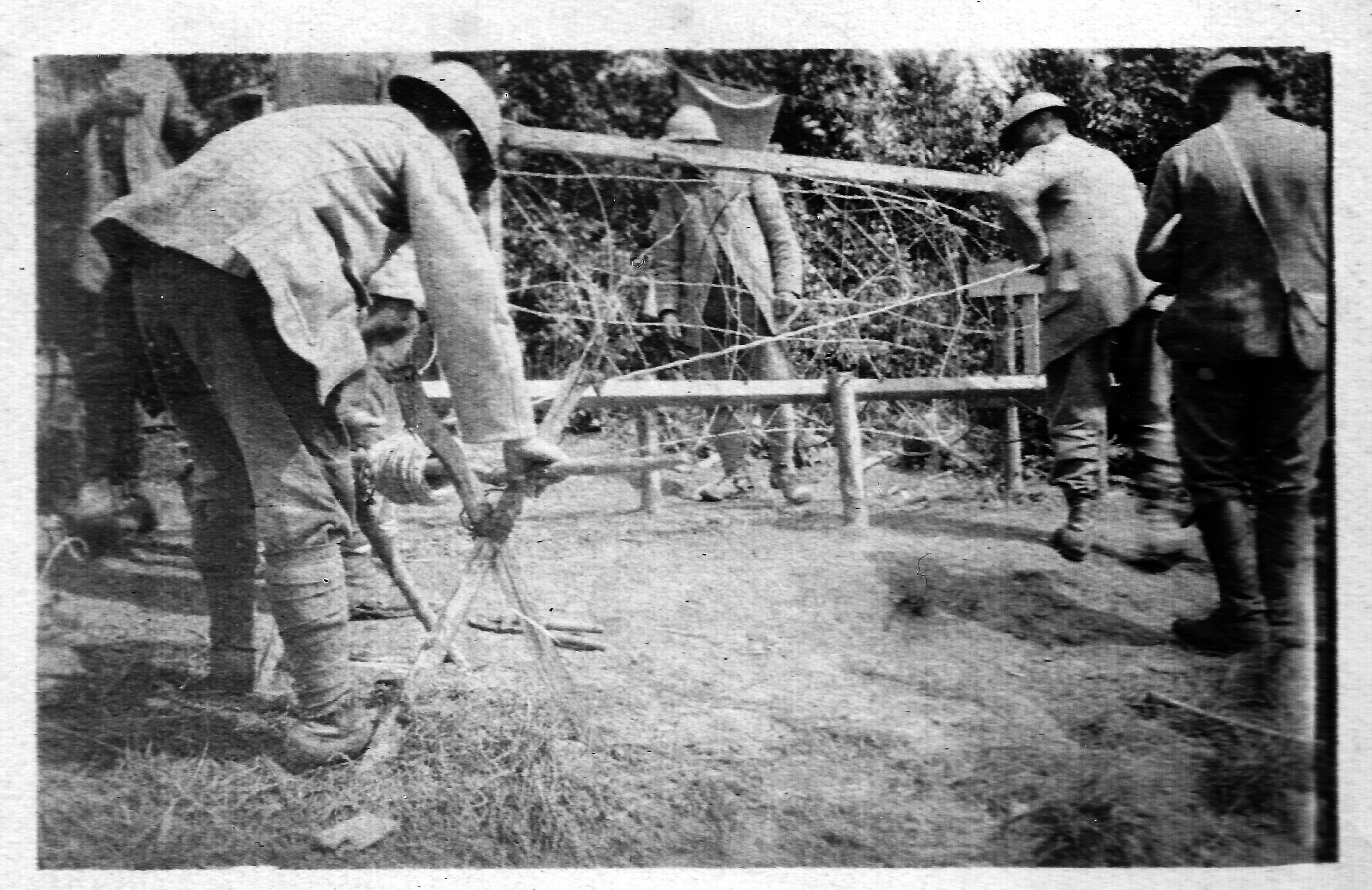
Mise en place de barbelé à la ferme Antioche (Vauxaillon), juillet 1917.
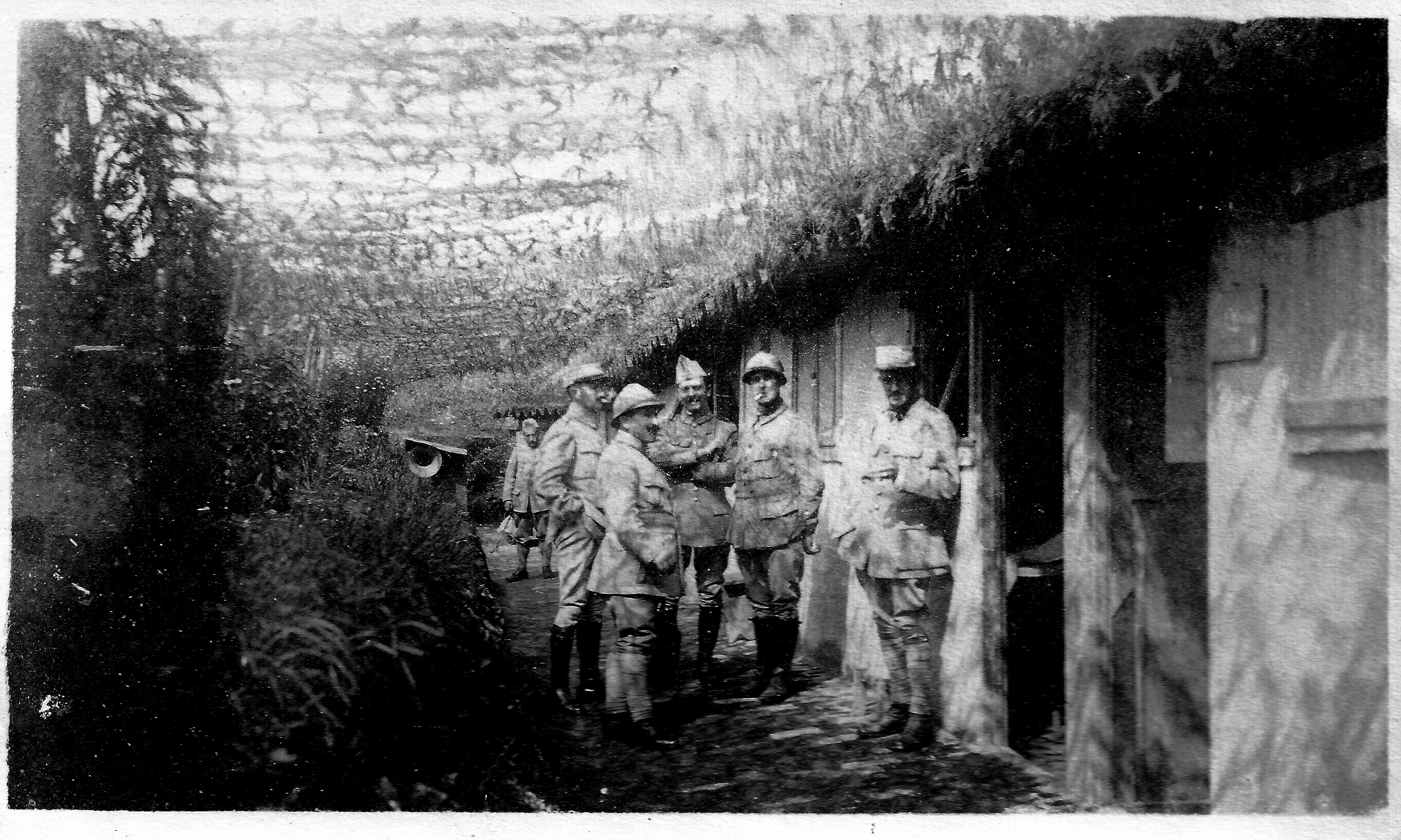
PC régimentaire à Liez (Aisne), octobre 1917.

#### 1918
- 13 janvier 1918 : dissolution

### Seconde Guerre mondiale
Le régiment est recréé le 1er octobre 1944 à partir d'éléments FFI de la Creuse. Il est dissous le 31 décembre 1944.

## Traditions

### Drapeau
Il porte, cousues en lettres d'or dans ses plis, les inscriptions suivantes :
- La Somme 1916
- L'Aisne 1917

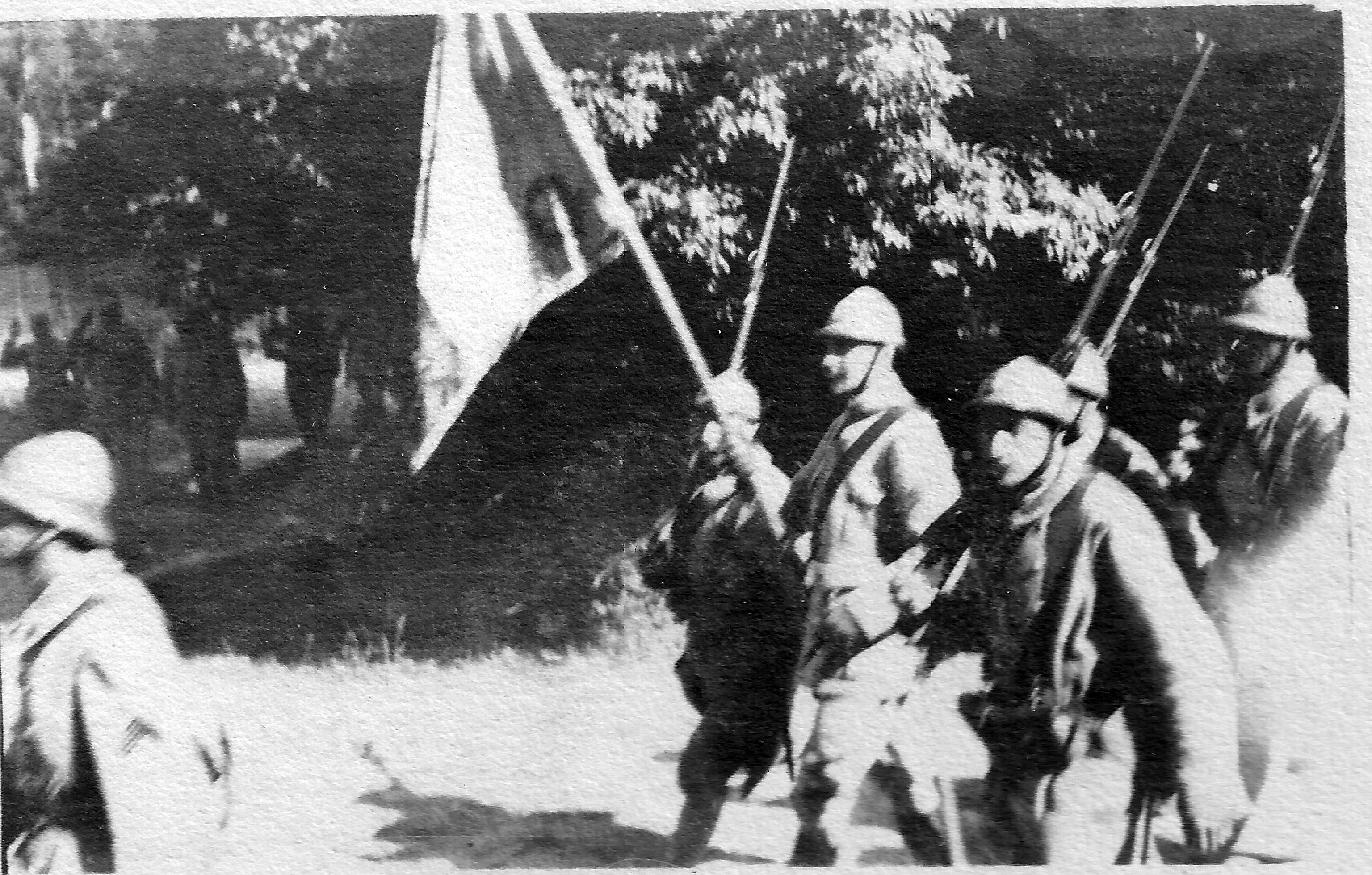
Le drapeau du 278e RI photographié en 1917.
Dessin du revers du drapeau du 278e RI avec ses inscriptions.

### Décorations
Le 278e RI n'a pas reçu de citation du régiment tout entier.